# Khỉ vòi
Khỉ vòi hay khỉ mũi vòi (Danh pháp khoa học: Nasalis larvatus) hoặc còn gọi là khỉ mũi dài hay bekantan (tiếng Mã Lai), là một loài khỉ phân bố ở vùng Cựu thế giới và là loài đặc hữu của các hòn đảo Đông Nam Á ở Borneo. Đây là một động vật đặc hữu của vùng Đông Nam Á, chúng được biết là một trong những động vật có ngoại hình xấu xí với bộ dạng một chiếc bụng phệ và một chiếc mũi dài quá khổ, ngoài ra chúng có khả năng đặc biệt là có thể nhai lại như bò.
Khỉ vòi thuộc Bộ linh trưởng, chúng vốn có mặt khá phổ biến trên thế giới nhưng, hiện nay loài này là đặc hữu của quần đảo Borneo thuộc Indonesia. Ngày nay, số lượng khỉ vòi đã bị sụt giảm ở mức báo động. Trong vòng 30–40 năm qua, số lượng loài này đã sụt giảm 50%, nguyên nhân là những khó khăn trong việc sinh tồn và đặc biệt là sự săn bắn quá mức của con người. Hiện nay khỉ vòi được xếp vào danh mục động vật nguy cấp trong sách đỏ. 

## Phân loại
Khỉ vòi thuộc về phân họ Colobinae của họ khỉ Cựu thế giới. Hai phân loài của nó là:
- Nasalis larvatus larvatus (Wurmb, 1787), chiếm toàn bộ phạm vi phân bố
- Nasalis larvatus orientalis (Chasen, 1940), giới hạn phía đông bắc Kalimantan

Tuy nhiên, điểm khác biệt giữa hai phân loài rất nhỏ, và không phải tất cả các tác giả công nhận Nasalis larvatus orientalis. Khỉ vòi thuộc về monotypic, mặc dù khỉ đuôi lợn theo truyền thống cũng được bao gồm trong chi này.

## Đặc điểm
Chúng nổi bật với chiếc mũi to và cái bụng phệ. Đây là loài khỉ kỳ lạ với chiếc mũi dài nhất trong số các loài linh trưởng và có khả năng nhai lại như bò. Tiếng địa phương còn gọi nó là monyet belanda tức Khỉ Hà Lan thậm chí là belanda tức người Hà Lan vì người Indonesia cho rằng những tên thực dân Hà Lan thường có cái bụng bự và cái mũi dài và to trông giống như loài khỉ này. Năm 2013, khỉ vòi được bình chọn là động vật xấu xí nhất hành tinh. 

### Bề ngoài

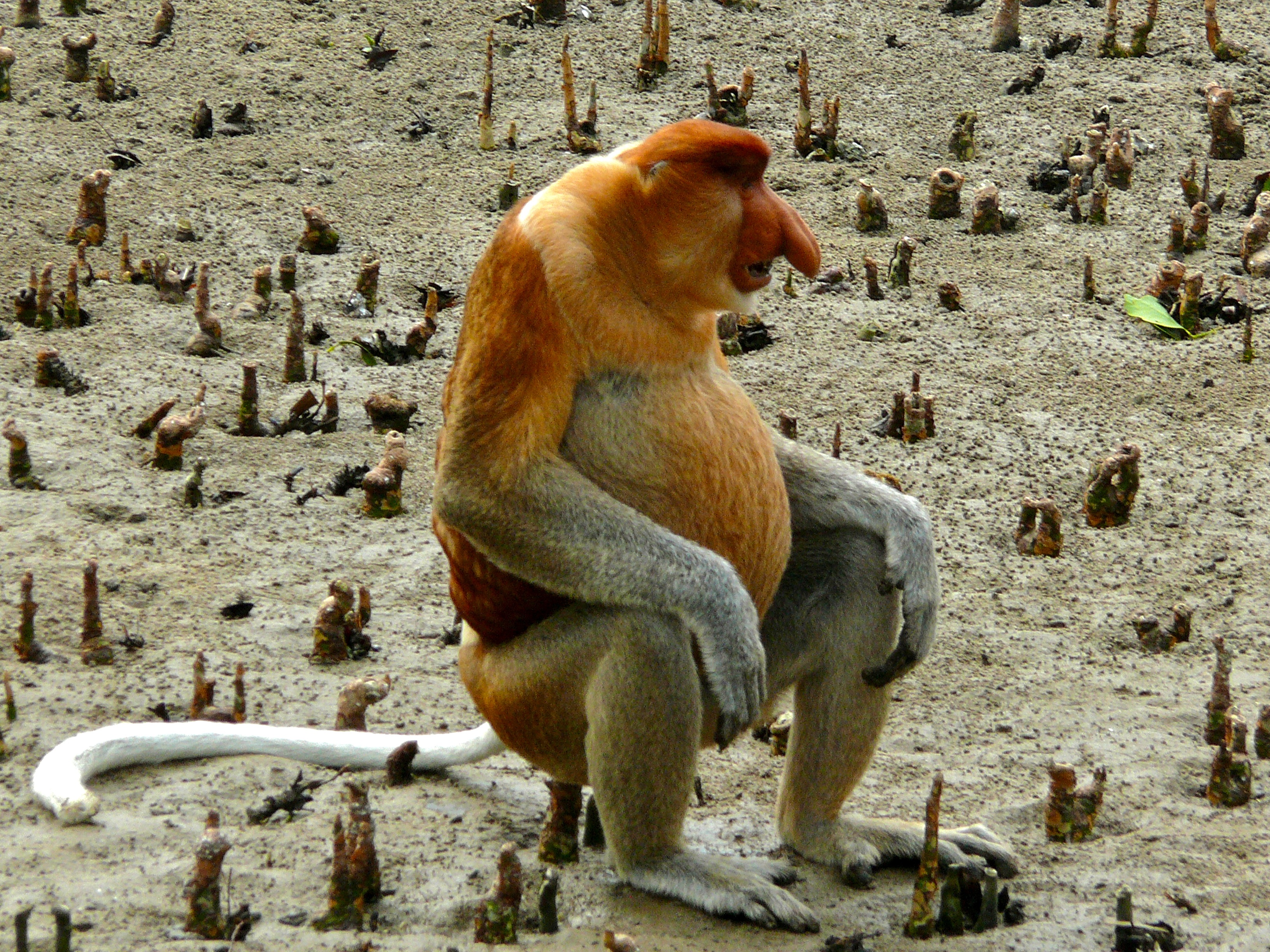
Một con khỉ vòi ở rừng đước, trông bề ngoài chúng có một cái bụng phệ

Khỉ vòi là một loài khỉ lớn, một trong những loài khỉ lớn nhất có nguồn gốc từ Châu Á. Chỉ có Macaca thibetana và những loài voọc xám lớn có thể cạnh tranh với kích thước với nó. Đị hình lưỡng tính rõ rệt ở loài này. Con đực có chiều dài đầu-thân khoảng 66 đến 76,2 cm (26,0 đến 30,0 in) và cân nặng 16 đến 22,5 kg (35 đến 50 lb), với cân nặng tối đa được biết đến là 30 kg (66 lb). Chiều dài con cái là 53,3 đến 62 cm (21,0 đến 24,4 in) và cân nặng là 7 đến 12 kg (15 đến 26 lb), cân nặng tối đa là 15 kg (33 lb).
Có thể dễ dàng nhận ra chúng từ xa, bởi thân hình lớn và cái bụng phệ. Khi trưởng thành, khỉ vòi đực đạt trọng lượng từ 33 – 35 kg. Những nàng khỉ vòi có thân hình nhỏ nhắn hơn, với trọng lượng 13 – 16 kg. Khỉ vòi có bộ lông dài. Phần lông ở lưng thường có màu cam sáng, nâu đỏ, nâu vàng hoặc đỏ gạch. Phần bụng và mặt có màu xám sáng, vàng hoặc cam nhạt và hồng. Với cái bụng to như cái chậu do là dạ dày của chúng chia thành nhiều ngăn, mỗi ngăn chứa một loại enzim khác nhau để tiêu hóa thức ăn. Do lá cây không có nhiều chất dinh dưỡng nên con khỉ dùng cả ngày để hái lá cây nhằm lắp đầy cái dạ dày nhiều ngăn của chúng, điều đó càng làm cho cái bụng càng to lớn hơn.

### Chiếc mũi

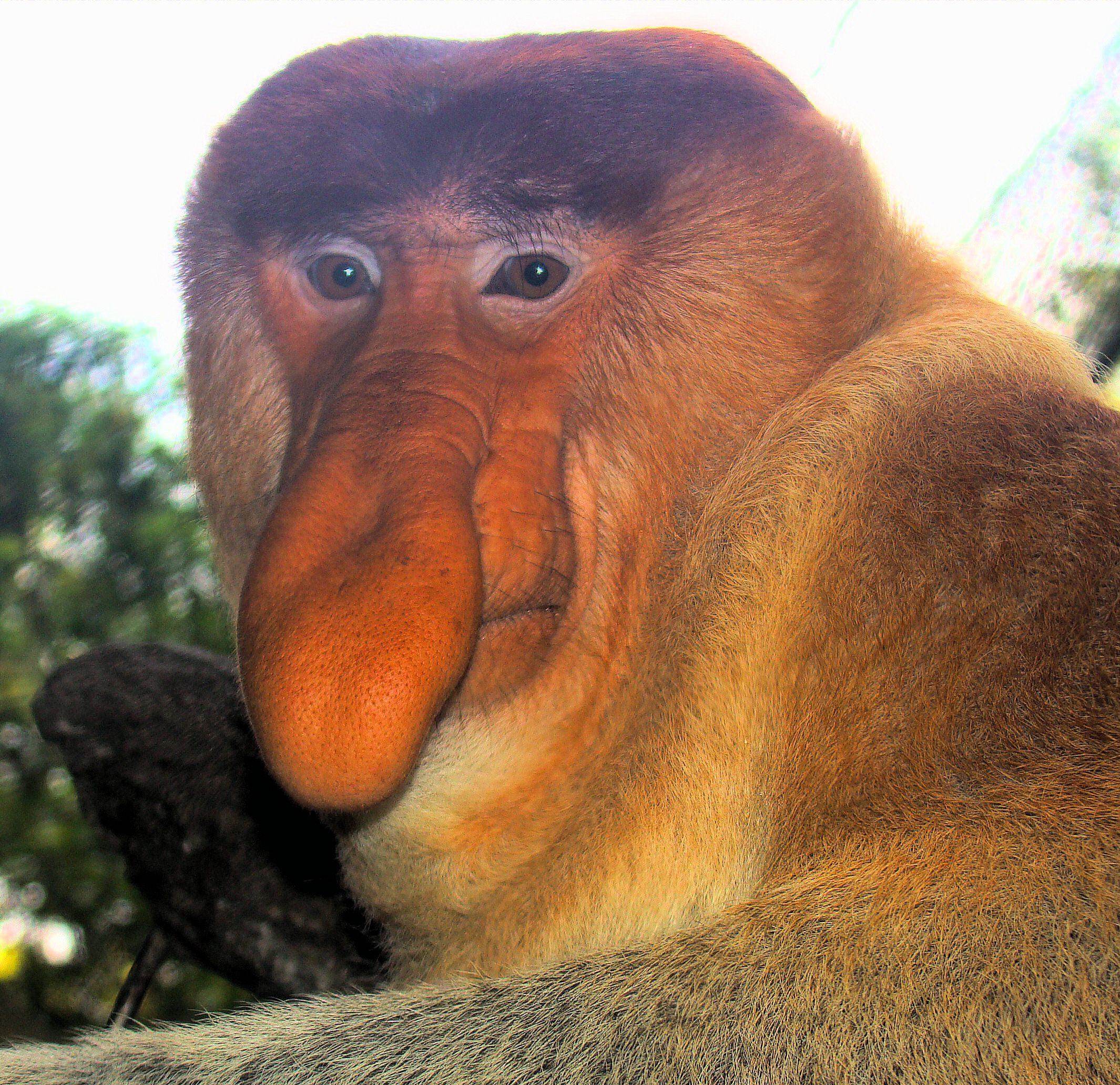
Chiếc mũi to bất thường của khỉ vòi đem lại cái tên này cho chúng

Ngoài ra, người ta còn dễ dàng nhận diện chúng với chiếc mũi to, dài bất thường, khủng nhất trong họ hàng linh trưởng. Với những chàng khỉ vòi, chiếc mũi to đùng có thể dài lên tới 18 cm. Chiếc mũi dài chính là điểm thu hút bạn tình vào mùa sinh sản, là công cụ để khỉ vòi tán tỉnh những con cái. Cũng nhờ chiếc mũi này mà khỉ vòi có thể phát ra những âm thanh vang xa hàng trăm dặm, khỉ vòi có thể phát ra tiếng kêu, hú vang xa đến vài chục km, có khả năng phát ra tiếng kêu, hú vang xa đến vài chục km. Những chàng khỉ vòi có chiếc mũi dài, to là niềm mơ ước của các nàng khỉ.
Chiếc mũi to đùng với chiều dài lên tới 18 cm chính là công cụ để khỉ vòi tán tỉnh những con cái. Cũng nhờ chiếc mũi này mà khỉ vòi có thể phát ra những âm thanh vang xa hàng trăm dặm. Có ý kiến cho rằng một vài mũi giúp khỉ làm mát cơ thể. Giả thuyết khác lại cho rằng chúng dùng cái mũi để dương oai khi giận hay khi tranh giành điều gì đó. Nhưng có lẽ giả thuyết được nhiều người tán đồng nhất là cái mũi đó dùng thu hút khỉ cái. Con đực nào có cái mũi càng to thì thu hút được nhiều bạn tình.

### Nhai lại
Bên cạnh khả năng này, loài khỉ vòi còn có khả năng nhai lại thức ăn như một số loài móng guốc. Chúng sẽ nạp rất nhiều thức ăn vào bụng, sau đó lúc rảnh rỗi chúng sẽ thực hiện công việc nhai lại. Chúng hóp bụng lại và nôn thức ăn ra miệng, sau đó thư thả nhấm nháp, thưởng thức lại. Với cái bụng to như cái chậu do là dạ dày của chúng chia thành nhiều ngăn, mỗi ngăn chứa một loại enzim khác nhau để tiêu hóa thức ăn. Điều đặc biệt của loài khỉ vòi, đó là bản năng nhai lại thức ăn như một số loài móng guốc. Chúng sẽ xơi rất nhiều thức ăn vào bụng, sau đó lúc rảnh rỗi chúng sẽ thực hiện công việc nhai lại. Chúng hóp bụng lại và nôn thức ăn ra miệng, sau đó thư thả nhấm nháp, thưởng thức lại.

## Tập tính
Do lá cây không có nhiều chất dinh dưỡng nên con khỉ dùng cả ngày để hái lá cây nhằm lắp đầy cái dạ dày nhiều ngăn của chúng, điều đó càng làm cho cái bụng càng to lớn hơn. Khỉ vòi sống chủ yếu trên cây. Chúng có thói quen đu, nhảy từ cành nọ sang cành kia để tìm kiếm thức ăn. Món ăn ưa thích của khỉ vòi là lá cây, ví dụ như lá cây đước, ngoài ra chúng có thể ăn hoa, các loại hạt, và cả những loại côn trùng. Tuy nhiên, chúng không thể tiêu hóa đường trong trái cây, nên có thể chết nếu ăn nhiều. Chúng có thể nhảy từ trên cao lao mình xuống dòng sông mà không hề sợ nước.

## Sinh sản

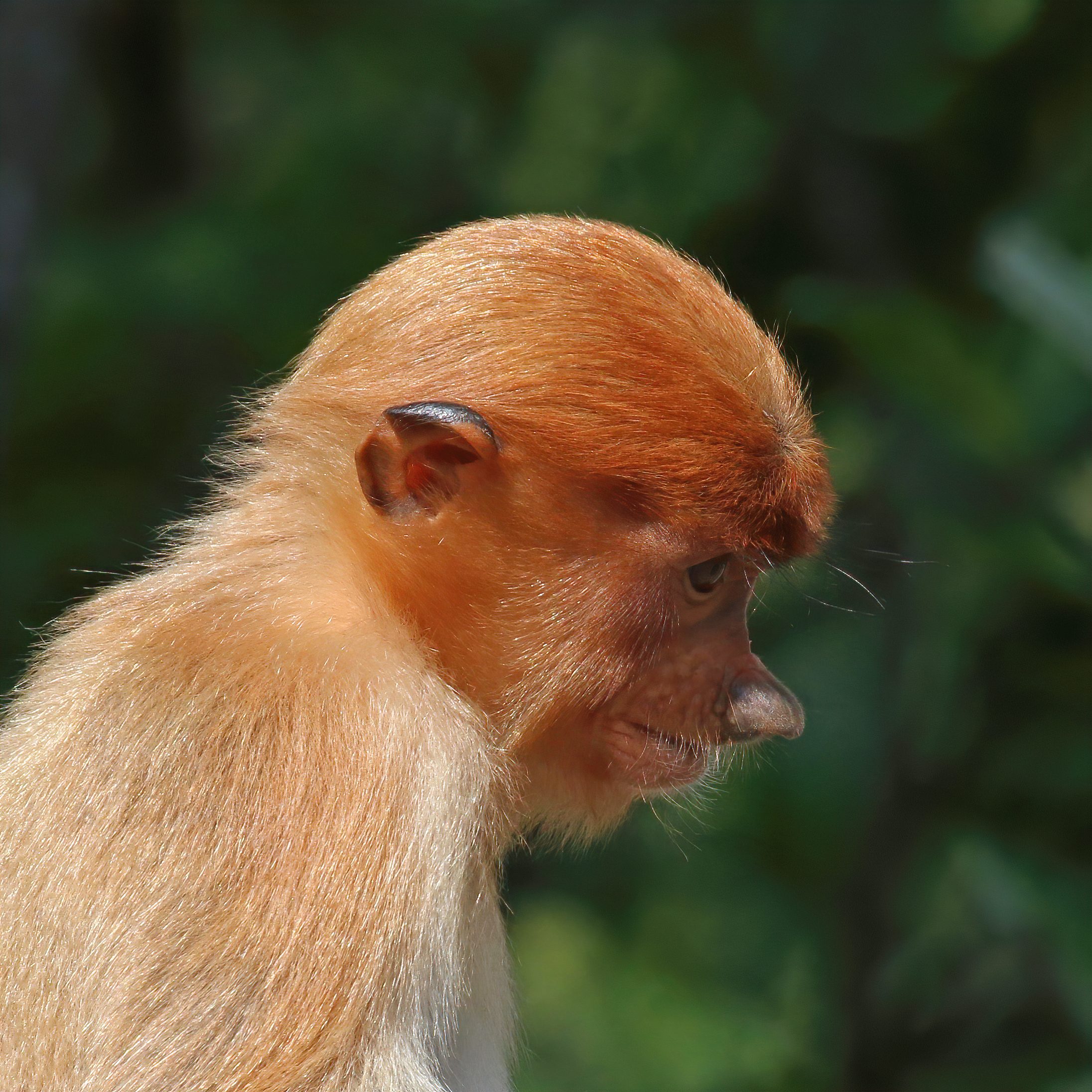
Một con còn trẻ

Vào 5 tuổi, các con khỉ cái sẽ bước vào tuổi sinh sản. Các cuộc giao phối thường diễn ra vào giữa tháng 2 và tháng 11 hàng năm. Thời gian mang thai kéo dài khoảng 166 – 200 ngày hoặc muộn hơn một chút. Khỉ vòi thường sinh con vào ban đêm hoặc sáng sớm. Những bà mẹ khỉ vòi sẽ ăn sạch nhau thai của mình và liếm sạch chất bẩn trên người khỉ con khi mới sinh ra. Các chú khỉ con gặp rất nhiều bất trắc trong quá trình sinh trưởng. Chúng là mồi ăn của những loài như cá sấu, báo gấm, thằn lằn, đại bàng và trăn. Phần lớn khỉ con đã không sống sót đến khi trưởng thành. Ngoài ra chúng còn bị săn bắn bởi con người.